# Célestin Mouyabi
Célestin Mouyabi (ur. 30 lipca 1960 w Matsoumba-Madingou) – kongijski piłkarz grający na pozycji obrońcy. W swojej karierze grał w reprezentacji Konga.

## Kariera klubowa
W swojej piłkarskiej karierze Mouyabi grał w klubach: Kotoko de Mfoa i francuskich ECAC Chaumont oraz AS Beauvais Oise.

## Kariera reprezentacyjna
W reprezentacji Konga Mouyabi zadebiutował w 1981 roku. W 1992 roku został powołany do kadry na Puchar Narodów Afryki 1992. Na tym turnieju rozegrał jeden mecz, ćwierćfinałowy z Ghaną (1:2). W kadrze narodowej grał do 1993 roku.